# Ardisia ruthiae
Ardisia ruthiae är en viveväxtart som beskrevs av Benjamin Clemens Masterman Stone. Ardisia ruthiae ingår i släktet Ardisia och familjen viveväxter. Inga underarter finns listade i Catalogue of Life.